# Karel Kolář
Karel Kolář (Jindřichův Hradec, 16 dicembre 1955 – 4 ottobre 2017) è stato un velocista cecoslovacco.

## Palmarès

### Europei
- 2 medaglie:
  - 1 argento (Praga 1978 nei 400 m piani)
  - 1 bronzo (Praga 1978 nella staffetta 4 × 400 m)

### Europei indoor
- 2 medaglie:
  - 1 oro (Vienna 1979 nei 400 m piani)
  - 1 argento (Sindelfingen 1980 nei 400 m piani)